# Dwight Yorke
Pour les articles homonymes, voir Yorke.
Dwight Eversley Yorke (né le 3 novembre 1971 à Canaan, Tobago) est un footballeur trinidadien. Dwight Yorke était surnommé « The Smiling Assassin » (l’assassin souriant), à cause de son sourire permanent et de ses capacités de buteur.

## Carrière en club

### Aston Villa
Dwight Yorke a été découvert par Graham Taylor, à l’époque manager d’Aston Villa, lors d’une tournée dans les Caraïbes en 1989. Yorke apparaissait dans une équipe qui disputait un match amical face à Aston Villa, Taylor fut impressionné et offrit à Yorke un essai à Aston Villa. Celui-ci s’est bientôt vu offrir un contrat définitif et fit ses débuts en première division anglaise pour Aston Villa face à Crystal Palace le 24 mars 1990 : le match se termina sur le score de 0-1.
Durant son passage à Aston Villa, de 1989 à 1998, Yorke joua d’abord ailier droit jusqu’à la saison 1995-96, puis passa avant-centre et s’imposa rapidement comme l’un des meilleurs attaquants du championnat anglais. Il a été un membre de l’équipe de Villa qui a atteint la finale de la Coupe de la League en 1996. Aston Villa s’imposa 3-0 face à Leeds United avec notamment un but de Yorke. Le 30 septembre 1996, il inscrivit un remarquable hat-trick lors d’une défaite 4-3 face à Newcastle. Newcastle menait 3-1 à la mi-temps et Aston Villa jouait à dix, après l’expulsion de Mark Draper en première mi-temps. Dwight Yorke montra sa force de caractère en menant son équipe vers l’égalisation, marquant deux buts supplémentaires en seconde mi-temps et complétant ainsi son hat-trick, bien qu’Aston Villa perdit quand même le match. Yorke inscrivit un quatrième but égalisant à 4-4, mais son but fut refusé pour hors-jeu. Ce sont de telles performances qui ont attiré l’attention de Manchester United en août 1998. Yorke fut titularisé 248 fois avec Aston Villa, inscrivant 97 buts.

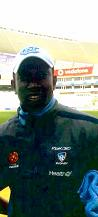
Dwight Yorke

Son départ d’Aston Villa est très controversé, Manchester United a été accusé d’approcher illégalement le joueur. John Gregory, le manager d’Aston Villa à cette époque, avait fait savoir que le club ne voulait pas vendre Yorke à Manchester United à moins qu’ils ne soient disposés à l’échanger avec Andy Cole, attaquant de Manchester. Yorke a ensuite contacté Gregory pour lui déclarer qu’il souhaitait quitter le club, ce à quoi Gregory aurait répondu qu’il aurait tiré sur Yorke s’il avait eu une arme dans son bureau. Yorke disputa un match pour Aston Villa face à Everton au début de la saison en août 1998, mais il était visible qu’il ne faisait aucun effort durant la rencontre, et qu’il était malheureux de ne pas avoir été autorisé à quitter le club. Aston Villa n’avait alors plus le choix et transféra Yorke à Manchester United pour 12.6 millions de livres en août 1998. Bien qu’il ait passé neuf ans à Aston Villa, il n’est pas aimé par une petite minorité de supporters à cause de son comportement au moment de quitter le club, et aussi parce qu’il a plus tard rejoint Birmingham City, le grand rival d’Aston Villa, mais il reste aussi dans les cœurs de nombreux fans d’Aston Villa, qui le considèrent comme l’un des meilleurs buteurs de l’histoire du club.

### Manchester United
Lors de ses trois premières saisons à MU, Yorke a été un joueur clé dans l’équipe qui a remporté trois championnats consécutifs, dont un triplé historique Championnat-Coupe d’Angleterre-Ligue des champions en 1998-99 alors qu’il formait une redoutable paire d’attaquants avec Andy Cole. Il termina meilleur buteur du championnat cette saison-là. Son association avec Cole lors du triplé de 1999 rappelle la fameuse paire Dalglish-Rush de Liverpool dans les années 80. Yorke a participé à 95 rencontres de championnat avec Manchester United (dont 80 en tant que titulaire), inscrivant 47 buts. Pourtant, Yorke perdit sa place en 2001-2002 à cause de l’arrivée de Ruud van Nistelrooy. Il se disait aussi que Yorke s’était fâché avec le manager de MU, Alex Ferguson, à la suite de sa relation très médiatique avec la top-model anglaise Jordan. Il fut vendu l’été suivant à Blackburn Rovers pour 2 millions de livres.

### Blackburn Rovers
Yorke passa deux ans à Blackburn Rovers, où il rejoignit son ancien partenaire d’attaque, Andy Cole, mais n’eut jamais le même impact qu’à Manchester, et il se fâche avec son entraîneur Graeme Souness. La rumeur dit que Souness, l’accusant de ne pas travailler assez dur, frappa Yorke d’un tacle qui aurait pu lui casser la jambe. Yorke rejoignit gratuitement Birmingham City en 2004.

### Birmingham City
Yorke démarra plutôt bien son passage à Birmingham avec un but pour ses débuts, qui furent une longue bataille pour effacer le scepticisme des fans, dû à ses nombreuses années passées dans l’autre club de la ville, Aston Villa. Pourtant, Yorke finit par passer la plupart de son temps sur le banc des remplaçants, et fut finalement laissé libre par Steve Bruce, avant d’être récupéré par le Sydney FC, qui évolue en A-League.

### Sydney FC
En signant au Sydney FC, Yorke a fait le choix de continuer sa carrière pour un salaire inférieur à celui qu’il aurait pu gagner dans d’autres championnats, notamment ceux du Moyen-Orient (destination prisée par les stars vieillissantes cherchant un dernier contrat lucratif avant leur retraite). La ligue du Qatar était particulièrement intéressée, mais Yorke choisit de rejoindre le club australien. Il marqua son premier but pour le Sidney FC en A-League lors de son premier match officiel de la saison d’une tête plongeante face au Melbourne Victory. Lors de son arrivée au Sydney FC, il était considéré comme le plus célèbre joueur de la A-League, à la suite de son triplé avec Manchester United. Il signa pour deux ans. Il marqua trois buts dans le championnat australien, dont trois sur penalty. L’entraîneur du Sydney FC Pierre Littbarski déplaça Yorke dans un rôle de milieu de terrain et lui attribua le brassard de capitaine.
Il joua un rôle majeur dans la victoire du Sydney FC lors de la première finale de A-League le 5 mars face au rival Central Coast Mariners. Il prit part à l’unique but inscrit par Steve Corica, devant une foule de 41 000 personnes au Sydney Football Stadium, et fut récompensé de la Médaille Joe Marston attribuée au meilleur joueur de cette finale.
Il était le joueur phare de Sydney FC, son salaire dépassant d’ailleurs celui de tous ses coéquipiers. Au-delà de ses talents de footballeur, il était aussi un nom célèbre pour toute la A-League, et l’attractivité et la crédibilité qu’il amena à cette compétition dans cette saison inaugurale furent très bénéfique à celle-ci, poussant la fédération australienne à utiliser son nom et son image pour la publicité de le deuxième saison de A-League.
En juin 2006, Yorke s’entraîna avec Manchester United pour atteindre un meilleur niveau de forme avant la Coupe du monde 2006, bien qu’il fût encore sous contrat avec le Sidney FC. En effet, la deuxième saison était déjà terminée en Australie, et l’entraînement de pré-saison n’avait pas encore commencé.

### Sunderland
En août 2006, le transfert de Yorke à Sunderland fut annoncé. Ce transfert d’un montant de 200 000 livres réunit Yorke et ses anciens coéquipiers Roy Keane, devenu manager de Sunderland, et Andy Cole qui arriva en août 2007. Yorke fit ses débuts lors du match à domicile face à Leicester City et reçut une énorme ovation des fans lorsqu’il fit son entrée en jeu en première mi-temps. Il marqua son premier but pour Sunderland lors de la défaite 2-1 face à Stoke. Il a récemment reçu le numéro 19 à Sunderland, un numéro qu’il portait à Manchester United.
Yorke a dit plusieurs fois récemment qu’il aimerait rejouer en A-League de préférence au Sydney FC. Cependant étant donné les récentes signatures à Sydney, il est improbable que son salaire puisse être payé par le club. Il est aujourd’hui possible que Yorke finisse sa carrière en jouant pour les rivaux de Central Coast Mariners, l’équipe financée par l’homme qui l’avait fait venir à Sydney, Peter Turnbull.
Le 28 mai 2009, il est libéré de son contrat le liant au club et met un terme à sa carrière professionnelle..

## Carrière internationale
Yorke a été sélectionné officiellement 59 fois avec l’équipe de Trinidad et Tobago, inscrivant 26 buts, mais a joué plus de 100 matches non reconnus comme des matches amicaux internationaux.
Il a pris sa retraite internationale en 2001 avec son ami Russell Latapy après un différend avec le sélectionneur, cependant il revint dans l’équipe pour les qualifications pour la Coupe du monde 2006, lors desquelles l’équipe se qualifia pour la phase finale de la Coupe du monde pour la première fois de son histoire, après une victoire décisive en match de barrages face à Bahreïn (2-1 sur la somme des deux matches).
Yorke se retira finalement du football international en mars 2007, faisant le choix de se concentrer sur sa carrière avec le Sunderland AFC. Il fut le capitaine de l’équipe en Allemagne et jusqu’à sa retraite. Cependant, il a rejoué un match amical face à l'Angleterre en juin 2008. Néanmoins,il retourne en sélection nationale pour les éliminatoires de la Coupe du monde de football de 2010 où il marque un but dans le match décisif face à Cuba qui a permis à l'équipe du Trinité-et-Tobago de se qualifier pour le 4e et dernier tour qualificatif de la Zone CONCACAF.

## Vie en dehors du football
Il a eu une relation très médiatisée avec le mannequin britannique Katie "Jordan" Price, et un enfant avec elle nommé Harvey, en 2002. Yorke contesta la paternité jusqu’à ce qu’elle fut prouvée par un test ADN. Il semble qu’il n’ait plus eu aucun contact avec l’enfant.
Le Stade Dwight Yorke à Bacolet, Tobago, construit pour la Coupe du monde 2001 des moins de 17 ans a été nommé en son honneur.
On lui attribue une relation avec l’ancienne Miss Pays de Galles et participante à l’émission Big Brother (UK) en 2006 Imogen Thomas. Il se dit qu’elle a mis fin à leur relation parce que Yorke n'était « plus assez connu ».
Pour sa participation à l’équipe nationale lors de la Coupe du monde 2006, il a été fait Ambassadeur des Sports de Trinidad et Tobago.

## Palmarès

### Avec Aston Villa
- Vainqueur de la League Cup : 1994 et 1996

### Avec Manchester United
- Vainqueur de la Ligue des champions : 1999
- Vainqueur de la Coupe intercontinentale : 1999
- Champion d'Angleterre : 1999, 2000 et 2001
- Vainqueur de la Coupe d'Angleterre : 1999

### Avec le Sydney FC
- Champion d'Australie (A-League) : 2006

### Avec Sunderland
- Champion d'Angleterre de D2 : 2007

## Distinctions personnelles
- Meilleur buteur de la Premier League en 1999
- Meilleur buteur de la Ligue des champions en 1999
- Meilleur joueur de la finale de l'A-League en 2006

## Statistiques
- Premier League : 399 matchs - 134 buts
- Coupe d'Europe : 41 matchs - 11 buts
- Équipe nationale : 72 matchs - 19 buts